# Crni hebrejski Izraelićani
Crni hebrejski Izraelićani (eng. Black Hebrew Israelites, Hebrew Israelites, Black Hebrews, Black Israelites, African Hebrew Israelites, hrv. Crni hebrejski Izraelićani, Crni Hebreji, Crni Izraelićani, Afrički hebrejski Izraelićani) su grupe Afroamerikanaca koji vjeruju da su oni potomci drevnih Izraelićana. Kao dokaz navode citat iz Biblije, Otkrivenje 2,18 "I anđelu Crkve u Tijatiri napiši: "Ovo govori Sin Božji, Onaj u koga su oči kao plamen ognjeni, a noge mu nalik na mjed uglađenu:". Vjeruju naime da "noge nalik na mjed uglađenu" znači da je Isus imao crne noge stoga i cijelo tijelo te da je bio crne rase i crvenih očiju.

## Povijest
Wentworth Arthur Matthew utemeljitelj je denominacije Crnih Hebreja. Danas se denominacija podijelila na tisuće malih grupica od kojih svaka različito tumači Bibliju.

## Kontroverze
15. prosinca 2019. dva pripadnika grupe Crnih Hebreja počinili su ubojstvo nad četvoricom ortodoksnih židova.

## Poveznice
Nordijski Izraelci
Britanski Izraelci
Francuski Izraelci
Kršćanski identitet